# Mount Theseus
Mount Theseus är ett berg i Antarktis. Det ligger i Östantarktis. Nya Zeeland gör anspråk på området. Toppen på Mount Theseus är 1 830 meter över havet. Theseus ingår i Olympus Range.
Terrängen runt Mount Theseus är kuperad åt nordväst, men åt sydost är den bergig. Trakten är obefolkad. Det finns inga samhällen i närheten.